# MyCole Pruitt
MyCole Pruitt (South Bend, 24 marzo 1992) è un giocatore di football americano statunitense che milita nel ruolo di tight end per i Pittsburgh Steelers della National Football League (NFL). Scelto come 143º assoluto del Draft NFL 2015, in precedenza aveva giocato a football per i Salukis della Southern Illinois University.

## Carriera

### Minnesota Vikings
Il 2 maggio Pruitt fu selezionato al 5º giro del Draft NFL 2015 come 143º assoluto dai Minnesota Vikings. Nella sua stagione da rookie disputò tutte le 16 partite, di cui 3 come titolare.